# Georg Steinhauser
Georg Steinhuser, född 21 oktober 2001, är en tysk professionell landsvägscyklist.

## Karriär
Steinhauser har cyklat professionellt sedan 2020. Bland hans meriter kan en etappseger i Giro d'Italia år 2024 nämnas.